# دونالد غريفين
دونالد غريفين (بالإنجليزية: Donald Griffin)‏ هو عالم حيوانات أمريكي، ولد في 3 أغسطس 1915 في ساوثهامبتون ‏ في الولايات المتحدة، وتوفي في 7 نوفمبر 2003 في ليكسينغتون في الولايات المتحدة.

## وصلات خارجية
- دونالد غريفين على موقع الموسوعة البريطانية (الإنجليزية)